# 푸양현
푸양현(한국어: 복양현, 중국어 간체자: 濮阳县, 정체자: 濮陽縣, 병음: Púyáng Xiàn)은 중화인민공화국 허난성 푸양 시의 현급 행정구역이다. 넓이는 1455km2이고, 인구는 2007년 기준으로 1,110,000명이다.

## 기후
연평균 기온은 13.4°C이고 연평균 강수량은 626mm이다. 무상일수는 205일이다.

## 행정 구역
6개 진, 14개 향을 관할한다.
- 진: 城关镇, 柳屯镇, 文留镇, 庆祖镇, 八公桥镇, 徐镇镇.
- 향: 户部寨乡, 清河头乡, 鲁河乡, 梁庄乡, 王称固乡, 白堽乡, 梨园乡, 五星乡, 子岸乡, 胡状乡, 郎中乡, 海通乡, 渠村乡, 习城乡.